# Lista över länsvägar i Västernorrlands län
Detta är en lista över länsvägar i Västernorrlands län.
Numren på de övriga länsvägarna (500 och uppåt) är unika per län, vilket innebär att vägar i olika län kan ha samma nummer. För att hålla isär dem sätts länsbokstaven framför numret.
Rv är för riksvägar. Länsvägar inom länet, även primära, redovisas här utan Y. 5100, 5200, 5351, 5550, 5570 och 5571 är leder genom tätorter (Kramfors, Sollefteå, Alnö, Bredbyn och Husum).

## Primära länsvägar 100–499
| Väg | Sträckning |
| --- | --- |
| 305 | (Hassela)-Gävleborgs läns gräns vid Olsbygget-Vigge-Fanbyn-Stöde (E14) |
| 314 | (Ytterhogdal-)Jämtlands läns gräns vid Stensån-Kölsillre (315) |
| 315 | (Rätansbyn-)Jämtlands läns gräns vid Galån-Överturingen-Kölsillre (314)-Östavall (83) |
| 320 | Kovland (86)-Sjöändan-Holm-Jämtlands läns gräns vid Sandnäset (-Kälarne) |
| 330 | Kävsta (86)-Bergeforsen (331) |
| 331 | Sörberge (648)-Trafikplats Sörberge (E4)-Bergeforsen (330)- Stavreviken (684, 681)-Nordanå (718)-Viksjö-Märrviken (87) (Vägvisas gemensamt med 87 Märrviken-Österforse) Österforse (87)-Krångsågen (345)-Nordantjäl (1009)-länsgränsen vid Norrånäs |
| 332 | Lunde (90,759)-Klockestrand (825) -Gålån (819)-Kläpp (334)-Gallsäter (833,E4) |
| 333 | Svedje (90)-Nyland-Hammar-Dannero (334) |
| 334 | Kläpp (332)-Lugnvik-Österstrinne-Dannero (333)-Undrom-Grillom (335) |
| 335 | Sollefteå (Remslemon)(90)-Multrå-Björkå-Grillom (334)-Offer (867)-Gålsjö-Sidensjö-Butsjöböle-Haffsta (335.01)-Överhörnäs-Främmerhörnäs (348)jämte väg 335.01 Haffsta-Norrtjärn (E4)                                                                 |
| 345 | (Strömsund)-Jämtlands läns gräns vid Krokfors-Nässjö-Krångsågen (331) |
| 346 | Junsele (90)-Ysjö-Jämtlands läns gräns vid Långvattnet(-Backe) |
| 348 | Främmerhörnäs (E4,335)-Gala-Bredbyn-Kubbe-Seltjärn-Solberg-Västerbottens läns gräns sydost Hälla(-Hälla) |
| 352 | Örnsköldsvik (E4)-Nävertjäl-Björna-Hemling-Nyliden- Västerbottens läns gräns vid Aspsele(-Fredrika). Genomfart Örnsköldsvik: Björnavägen |

## 500–599
- Länsväg Y 500: Överturingen (315) – Bursnäset
- Länsväg Y 501: Överturingen (315) – Heden – Jämtlands läns gräns vid Kroknäs (Z 548)(– Bodsjö)
- Länsväg Y 502: Ytterturingen (315) – Ön – Långtorpet
- Länsväg Y 503: (315) – Haverö kyrka
- Länsväg Y 504: Kölsillre (315) – Vassnäs
- Länsväg Y 505: Östavall (Rv83) – Juånäset
- Länsväg Y 506: Östavall (Rv83) – Råsjö
- Länsväg Y 507: Ovansjö (Rv83) – Alby (510, 510) – Albybyn (508) – Bränna (509) – Byberget
  - Länsväg Y 507.01: mot Östavall (507 – Rv83)
- Länsväg Y 508: Albybyn (507) – 1900 m väster om Albybyn – Krog
- Länsväg Y 509: Bränna (507) – Snöberg
- Länsväg Y 510: väg till och förbi Alby kyrka (507, 507)
- Länsväg Y 511: Ånge (Rv83) – Parteboda (512) – Ede (513) – Erikslund (514, 516) – Lillberg (517, 517) – Hussborg (518, 519) – Ljungaverk (53l) – Övergård (524) – Gullgård (525) – Finnsta (528) – Gim (529, 532) – Gim östra (533) – Hjältan (534, 535) – Knösen (536) – Gräfte (536) – Fanbyn (537, 305)
- Länsväg Y 512: Parteboda (511) – Ön (513) – Ensillre (Rv83)
- Länsväg Y 513: Ön (512) – Ede (511)
- Länsväg Y 514: (Mellansjö)(X 736) – Gävleborgs läns gräns sydväst om Grundsjön – Grundsjön (529) – Julåsen – Erikslund (511)
- Länsväg Y 516: Erikslund (511) – Västanå (587)
- Länsväg Y 517: väg genom Lillberg (511, 511)
- Länsväg Y 518: Hussborg (511) – Karlsro
- Länsväg Y 519: Hussborg (511) – Johannisberg (520)
- Länsväg Y 520: Ljungaverk (531, 523) – Johannisberg (519) – Ö (587, E14)
  - Länsväg Y 520.01: till Ljungaverk hållplats
- Länsväg Y 523: förbindelseväg i Ljungaverk (520, 587)
- Länsväg Y 524: Övergård (511) – Lillmörtsjön – Jättensjö
- Länsväg Y 525: Gullgård (511) – Byn (531) – Hammar (531) – Västerkomsta (E14)
- Länsväg Y 527: Fränsta (531) – Torps kyrka
- Länsväg Y 528: Kälen (529) – Finnsta (511)
- Länsväg Y 529: Grundsjön (514) – Naggen (539) – Stormörtsjökullen – Finnsjön (530) – Kälen (528) – Norr Lokåsen – Gim (511)
- Länsväg Y 530: Finnsjön (529) – Oxsjön
- Länsväg Y 531: Ljungaverk (511, 520) – Västerhångsta (587) – Byn (525, 525) – Fränsta (589, 526, 527, 590) – Backen (E14)
  - Länsväg Y 531.01: vid Västerhångsta (E14)
- Länsväg Y 532: Gim (511) – Torpshammar (553)
- Länsväg Y 533: (Hassela –)(X 770) Gävleborgs läns gräns vid Styggberg – Storulvsjön – Hjältanstorp – Gäle (534) – Gim östra (511)
- Länsväg Y 534: Gäle (533) – Hjältan (511)
- Länsväg Y 535: Hjältan (511) – Viskan (553)
- Länsväg Y 536: Knösen (511) – Gräfte (511)
- Länsväg Y 537: Fanbyn (511) – Gransjön – Hällsjöån – Ulvsjön
- Länsväg Y 538: (305) – Stöde kyrka
- Länsväg Y 539: (Friggesund –)(X 773) Gävleborgs läns gräns vid Naggen – Naggen (529)
- Länsväg Y 540: Gåltorp (305) – Sköle (544)
- Länsväg Y 541: Västansjö (305) – Mellangård – Norrlindsjö – Lucksta (544)
- Länsväg Y 542: Vigge (305) – Myssjön – bro över Rännöån – Matfors (544)
- Länsväg Y 543: Norr Nedansjö (E14) – Sör Nedansjö (597) – Hemgraven (E14)
- Länsväg Y 544: (Gnarp –)(X 768) Gävleborgs läns gräns vid Ortsjön (545) – Hålen (546) – Sörfors (548, 550) – Lucksta (541) – Attmar – Matfors (542) – Sköle (540) – trafikplats Vattjom (568, E14) – Vattjom (580)
  - Länsväg Y 544.01: till Attmars kyrka
- Länsväg Y 545: Maj (562) – Torrsjö(547) – Baggböle (664) – Västanå (547) – Ortsjön (544)
- Länsväg Y 546: Hålen (544) – Västanå (547)
- Länsväg Y 547: Torrsjö (545) – Skärsätt (664) – Bredbyn – Västanå (546, 545)
- Länsväg Y 548: (Hassela –)(X 769) Gävleborgs läns gräns vid Malungen – Långskog – Gryttjen – Sörfors (544)
  - Länsväg Y 548.01: till Gryttjebruk
  - Länsväg Y 548.02: genom Sörlindsjö
- Länsväg Y 549: väg till Tuna kyrka (568)
- Länsväg Y 550: Viforsen (568) – V Granbacken – Borgaråsen (551) – Sörfors (544)
- Länsväg Y 551: Kyrkmon (E4) – anslutning med enskild väg till Åbodarna – Häljum (555) – Bunsta (552) – Källåsen (552) – Hamre – Borgaråsen (550)
- Länsväg Y 552: Bunsta (551) – Svala (554) – Ängom – Källåsen
- Länsväg Y 553: Tirsta (E14) – Torpshammar (591) – (532, 594) – Boda (595) – Viskan (595, 535, 575) – Stöde (E14)
- Länsväg Y 554: Backen (562) – Svala (552)
- Länsväg Y 555: Njurunda kyrka (562) – Häljum (551)
  - Länsväg Y 555.01: mot Sundsvall (562)
- Länsväg Y 556: Ovansiö (562, 559) – Myrbodarna (558)
- Länsväg Y 558: Galtström – Skatan – Myrbodarna (556) – Björkvik (560)
  - Länsväg Y 558.01: till Skatans fiskeläge
- Länsväg Y 559: Ovansjö (556) – Forsa (563) – Kyrkmon (562)
- Länsväg Y 560: Mjösundsmon (563) – Björkvik (558) – Junibosand – Lörudden
  - Länsväg Y 560.01: till Junibosands fiskeläge
- Länsväg Y 562: S Maj (E4) – Maj (545, 554) – Gomaj (E4) – Ovansjö (556) – Myre – Njurunda kyrka (555, 555.01) – Kyrkmon (559, E4)
  - Länsväg Y 562.01: till riksväg E4 i Myre
- Länsväg Y 563: Forsa (559) – Mjösundmon (560) – Mjösund (564) – Dövikssjön (566) – Haraberget (567) – Kvissleby (561, E4)
- Länsväg Y 564: Mjösund (563) – Nyland (565) – Bodviksfjärden (566)
- Länsväg Y 565: Nyland (564) – Bundsböle (566)
- Länsväg Y 566: Dövikssjön (563) – Bundsböle (565) – Bodviksfjärden (564) – Juniskär – Skatudden
- Länsväg Y 567: Haraberget (563) – Essvik – N Nyhamn
- Länsväg Y 568: Nolby (E4) – Övre Tunbyn (569) – Vi (570) – Viforsen (550) – Tuna kyrka (549) – Runsvik (571) – Matfors – trafikplats Vattjom (544)
- Länsväg Y 569: Övre Tunbyn (568) Allsta (570)
- Länsväg Y 570: Vi (568) – Allsta (569) – väghållningsgränsen (Tegelbruksgatan) – Sidsjö – Sundsvall (E14)
- Länsväg Y 571: Runsvik (568) – 1350 m söder om Berg (E14) – Berg (E14)
- Länsväg Y 575: förbindelseväg i Viskan (553, E14)
- Länsväg Y 580: Skallböle (E14) – Vattjom (544) Bjässhammarn (E14)
- Länsväg Y 586: Stöde (E14) – Hällsjön (597) – Östanbäck (637) – Sjöändan (320)
- Länsväg Y 587: Borgsjöbyn västra (E14) – Borgsjöbyn (E14) – Västanå (516) – Östby – Sillre norra – Callans trä – Ö (520, E14) – Ljungaverk (523) – Västerhångsta (531)
- Länsväg Y 588: Ö (E14) – Åse – Gammelbodarna (589)
- Länsväg Y 589: Gammelbodarna (588) – (E14) – Fränsta (531)
- Länsväg Y 590: Fränsta (531, E14) – Vissland – bro över Skärvingens utlopp – Gissjö – Tirsta (E14)
- Länsväg Y 591: Torpshammar (553, E14) – Nordanede (592) – Norrleringen – Norrviken – Udden (593) – Sandnäset (320)
- Länsväg Y 592: Nordanede (591) – Sörledingen – Tivsjön – Jämtlands läns gräns vid Marsjöviken
- Länsväg Y 593: Udden (591) – Djupröra
- Länsväg Y 594: väg till Torpshammars järnvägsstation och godsmagasin (553)
- Länsväg Y 595: Boda (553) – Boda gård – Storboda – Viskan (553)
  - Länsväg Y 595.01: i Storboda – (E14)
- Länsväg Y 597: Sörnedansjö (543, E14) – Svartede (599) – Lillström – Hällsjö (586)
- Länsväg Y 598: väg till och förbi Stöde järnvägsstation (E14, E14)
- Länsväg Y 599: Nävsta (663) – Hjässberget – Huljen – Svartede (597)

## 600–699
- Länsväg Y 600: väg till Selånger kyrka (663)
- Länsväg Y 601: underhålls av Sundsvalls kommun
- Länsväg Y 602: Hammal (622) – Laggarberg (627) – Horsta (631)
- Länsväg Y 603: underhålls av Sundsvalls kommun
- Länsväg Y 604: underhålls av Sundsvalls kommun
- Länsväg Y 608: underhålls av Sundsvalls och Timrå kommuner
- Länsväg Y 611: underhålls av Sundsvalls kommun
- Länsväg Y 612: underhålls av Sundsvalls kommun
- Länsväg Y 613: underhålls av Sundsvalls kommun
- Länsväg Y 615: Gärdedalen (608) – trafikplats Gärdedalen (E4) – Tunabäck (613) – trafikplats Fillan (616, 622) – Vi (665) – Öde östra (665) – Nedergård (670) – Ås (671) – (674) – Nacka (675) – Eriksdal (665) – Bergvik (5351, 673)
- Länsväg Y 616: underhålls av Sundsvalls kommun
- Länsväg Y 622: Bergsåker (Rv86) – Huli (603) – Hammal (602) – trafikplats Birsta (E4) – trafikplats Fillan (616, 615)
  - Länsväg Y 622.01: ???
- Länsväg Y 626: underhålls av Sundsvalls kommun
- Länsväg Y 627: väg genom Laggarberg (602, 631)
- Länsväg Y 628: Kovlandsmon (642) – Sättna kyrka
- Länsväg Y 629: Kovlandsmon (Rv86, 642) – Norrbäcken
- Länsväg Y 631: Märlo (608) – Laggarberg (648, 627) – Horsta (602) – Kovland (Rv86)
- Länsväg Y 633: Gårdtjärn (320, 642) – Nora – Bryggtjärnsån – Västansjö
- Länsväg Y 634: Djupnäset (320) – enskild väg från Gravtjärn – Sulå (320)
- Länsväg Y 635: Strömsås (Rv86) – Västerhögsjö (320)
- Länsväg Y 636: Krånge (Rv86) – Säter – Backen
- Länsväg Y 637: Östanbäck (586) – Sunnansjö
- Länsväg Y 638: Anundgård (320) – Holm kyrka (638.01) – Holms kyrka (638.01) – Kväcklingen (645) – östligaste skogsbilvägen i Åsen – Unåsen (639) – Liden (Rv86)
  - Länsväg Y 638.01: ???
- Länsväg Y 639: Unåsen (638) – Dackebrännan
- Länsväg Y 640: Sillre (Rv86) – Oxsjö
- Länsväg Y 641: Järkvissle (Rv86) – Västanå – Jämtlands läns gräns vid Korsåmon (Z 722)(Ragunda)
- Länsväg Y 642: Kovlandsmon (629, 628) – Lövslätt – Gårdtjärn (633)
- Länsväg Y 645: Sundet (320) – Kväcklingen (638)
- Länsväg Y 647: Vävland (648)) – Bandsjön – Knipan – Strömås (Rv86)
- Länsväg Y 648: Laggarberg (631) – Vävland (647) – Timrå kyrka (650, 608) – Östrand – Framnäs (653) – Timrå industriområde (650, 648.01) – Solbacka – Sörberge (653) – trafikplats Sörberge (331)
- Länsväg Y 648.01mot trafikplats Vivsta
- Länsväg Y 650: underhålls av Timrå kommun
- Länsväg Y 653: underhålls av Timrå kommun
- Länsväg Y 655: underhålls av Timrå kommun
- Länsväg Y 658: underhålls av Timrå kommun
- Länsväg Y 660: Bergeforsen (331) – Norrberge (661) – Skeppsholmen 
  - Länsväg Y 660.01: till Sundsvalls – Härnösands flygplats samt till trafikplats Midlanda
- Länsväg Y 661: Norrberge (660) – Stordalen
- Länsväg Y 662: Bergeforsen (331) – Stavreviken (331) 
  - Länsväg Y 662.01: till väg 331
- Länsväg Y 663: Töva (E14) – en punkt 300 m öster om anslutning med enskild väg från Tövaterminalen – Nävsta (599) – Selångers kyrka (600) – Selånger (Rv86)
- Länsväg Y 664: Baggböle (545) – Skärsätt (547)
- Länsväg Y 665: Eriksdal (615) – Båräng (675) – Alnö kyrka (674, 673, 671) – Vi (615) – Alnö centrum (5351) – Gustavsberg – Raholmen – Spikarna – Säter – Öde östra (615)
  - Länsväg Y 665.01: till fiskeläget Spikarna
- Länsväg Y 670: Nedergård (615) – Smedsgården (671)
- Länsväg Y 671: Alnö kyrka (665) – Smedsgården (670) – Stolpås (672) – Ås (615)
- Länsväg Y 672: Stolpås (671) – Pottäng (674)
- Länsväg Y 673: väg väster Alnö kyrka (615, 665)
- Länsväg Y 674: Alnö kyrka (665) – Pottäng (672) – Hörningsholm (615)
- Länsväg Y 675: Båräng (665) – Järvik – Nacka (615)
- Länsväg Y 678: Kävsta (330) – Myckelsjö
- Länsväg Y 679: Lögdö (681) – Ribodarna – Aspen
- Länsväg Y 680: Borgberget (330) – Lögdö (681)
- Länsväg Y 681: Stavreviken (331) – Lögdö (680, 679) – Skäljom (703) – Ljustorps kyrka (704) – Björkom (705) – Fuske – Lagfors (705) – Bredsjön – Slättmon – Liden – Rv86, 681.02 till Bodacke
- Länsväg Y 684: Stavreviken (331) – Gumböle (690) – trafikplats Torsboda I (E4) – Söråker (688.01, 688, 690) – Strand (688) – Skäggsta (689) – Stångrid (691, 691) – Tynderösundet – Skeppshamn
- Länsväg Y 685: Torsboda (E4) – Hässjö – Svarvarböle (E4)
  - Länsväg Y 685.01: förbi Hässjö kyrka
- Länsväg Y 686: Söråker (690, 695) – Västansjö (691) – Svarvarböle (E4)
- Länsväg Y 688: Söråker (684) – Söråkers brygga – Sörvik – Strand(684)
  - Länsväg Y 688.01: mot Torsboda (684)
- Länsväg Y 689: Skäggsta (684) – Rosböle (691)
- Länsväg Y 690: Söråker (684, 686) – trafikplats Torsboda II (E4) – Gumböle (684)
- Länsväg Y 691: Västansjö (686) – Västansjö (695, 692) – Backås (693) – Rosböle (689) – Stångrid (684, 684) – Holmö
- Länsväg Y 692: Västansjö (691) – Strind
- Länsväg Y 693: Backås (691) – Högsnäs(E4)
  - Länsväg Y 693.01: Backås – Kappnäs (696)
- Länsväg Y 695: Söråker (686) – Västansjö (691)
- Länsväg Y 696: Klappnäs (693) – Häggdångers kyrka (698, 697) – By – Tjärnsjö(E4))
- Länsväg Y 697: Antjärn (E4) – Häggdångers kyrka (696)
- Länsväg Y 698: Häggdångers kyrka (696) – Barsviken

## 700–799
- Länsväg Y 703: Åsäng (331) – Skäljom (681)
- Länsväg Y 704: Ljustorps kyrka (681) – Björkom (705)
- Länsväg Y 705: Björkom (681, 704) – Lövberg – Lagfors (681)
- Länsväg Y 706: Åsäng (331) – Roten – Hamre (714) – Stigsjö kyrka (708)
- Länsväg Y 707: Näggärd (708) – Öje Långsvedjan
- Länsväg Y 708: Antjärn (E4, 710) – Sörmark (709) – Näggärd (707) – Stigsjö kyrka (712, 706) – Ultrå (718)
- Länsväg Y 709: Sörmark (708) – Mark (710)
- Länsväg Y 710: Antjärn (E4, 708) – Mark (709) – Nyland (712) – Billsta (718)
- Länsväg Y 712: Stigsjö kyrka (708) – Brån – Nyland (710)
- Länsväg Y 713: Fröland (E4) – Järsta – Helgum (717) – Helgum (718) – Norrstig (E4)
- Länsväg Y 714: Hamre (706) – Risnäs – Uland (718)
  - Länsväg Y 714.01: till Brunne (718)
- Länsväg Y 717: Helgum (713) – Hårsta
- Länsväg Y 718: Härnösand (E4) – Helgum (713) – Billsta (710) – Hanaberg (725) – Ultrå (708) – Brunne (714) – Uland (714, 738) – Södergård (737) – Nordanå (331)
  - Länsväg Y 718.01: mot Härnösand – Näs (721)
- Länsväg Y 719: Härnösand (E4) – Stenhammaren – Brattås – Solum. Genom Härnösand: Storgatan – Brunnshusgatan – Hovsgatan – Solumsvägen
- Länsväg Y 720: trafikplats Härnösand (E4) – Vangsta – Gånsvik. Genom inre Härnösand: Bondsjöleden – Stationsgatan – Nybrogatan – Kastellgatan – Gånsviksvägen
- Länsväg Y 721: Härnösand (720, E4) – Näs (718). Genom inre Härnösand: Järnvägsgatan – Ådalsvägen – Säbråvägen
- Länsväg Y 722: Veda (Rv90) – Veda järnvägsstation
- Länsväg Y 723: Överdal(E4) – Oringen – Överskog(727) – Utansjö(E4) – Mörtsal(Rv90, E4)
- Länsväg Y 724: Äland (E4, 725) – Ramsås (734) – Aspnäs
- Länsväg Y 725: Hanaberg (718) – Kullarmark – Äland (724)
- Länsväg Y 726: väg i Älandsbro (E4)
- Länsväg Y 727: Nässland (E4) – Ulvvik (728) – Strinningen (729) – Rö (728) – Vålånger (740) – Överskog (723)
- Länsväg Y 728: Ulvvik (727) – Innerfälle – Rö (727)
- Länsväg Y 729: Strinningen (727) – Strinningens färjeläge – Sanna – Kojbacken (729) – Utanö (730) – Hultom (731) – Dalom – Kojbacken (729)
- Länsväg Y 730: Utanö (729) – Prästhushamn
- Länsväg Y 731: Hultom (729) – Nordanö
- Länsväg Y 732: Hultom (731) – Hultoms brygga
- Länsväg Y 733: Nässland (E4) – Östersjäland – Gryttjom (734) – Solum (735) – Berge (E4)
  - Länsväg Y 733.01: till Själand (E4)
- Länsväg Y 734: Ramsås (724) – Gryttjom (733)
- Länsväg Y 735: Solum (733) – Furuhult
- Länsväg Y 736: Gammelgården (331) – Käckelbäcksmon – Slåttarna
- Länsväg Y 737: väg genom Södergård (718, 738)
- Länsväg Y 738: Uland (718) – Södergård (737) – Lillsela – Karlberg (747) – Kärrby (744) – Flattom – Näs (744) – Hälledal (Rv90)
- Länsväg Y 739: väg till och förbi Högsjö kyrka (Rv90, Rv90)
- Länsväg Y 740: Vålånger (727) – Utansjö Industriområde – Utansjö (E4)
- Länsväg Y 741: förbindelseväg i Ramvik (Rv90, 743)
- Länsväg Y 742: Nyadal (E4) – Hornön (817) – Hornökrången (822) – Skullersta (E4, 825)
- Länsväg Y 743: Hälledal (Rv90) – Ramvik (741, 745) – Västby (Rv90)
- Länsväg Y 744: Kärrby (738) – Flöde – Näs (738)
- Länsväg Y 746: Folkja (825) – Korssjön (827) – Skog (332)
  - Länsväg Y 746.01: till Herrskog (332)
- Länsväg Y 747: Karlberg (738) – Ytterhansjön – Frånö fäbodar (748)
- Länsväg Y 748: Östby (Rv90) – Ramsjö – Frånö fäbodar (747) – Fiskja (751, Rv90)
- Länsväg Y 749: Sprängsviken (Rv90) – Lunde (332)
- Länsväg Y 751: Strömnäs (Rv90) – Gissjö – Fiskja (748)
- Länsväg Y 755: Frånö (Rv90, 756, 757) – Frånö norra (757.01) – Bergomsvägen – Brunne – Norrlimsta (5101) – Kramfors (5100)
- Länsväg Y 756: Järnväg – Frånö (Rv90)
- Länsväg Y 757: Frånö (755) – Hamnviken – N Knäfta (Rv90)
  - Länsväg Y 757.01: mot Björknäs (755)
- Länsväg Y 758: Kinnmärgen – Mäland – Albäck (820)
- Länsväg Y 759: Sandö (332) – Svanö
- Länsväg Y 767: Öd (Rv90, 5100) – Östbygatan – Sjöbysjön (772) – Hällan (769) – Storvattnet
- Länsväg Y 769: väg från Nästvattnet (767)
- Länsväg Y 771: Dynäs (Rv90) – Dysjön – trafikplats Väja (Rv90, 793)
- Länsväg Y 772: Sjöbysjön (767) – Herrsjön (780) – Forsed (775, 774)
- Länsväg Y 773: Sörgraninge (331) – Malmån – Vik (331)
- Länsväg Y 774: Östergraninge (331) – Västertorp – Västansjö (775) – Sjöbotten (776) – Forsed (772) – Sel (777) – Bollsta (Rv90)
- Länsväg Y 775: Västansjö (774) – Brännspiken – Forsed (772)
- Länsväg Y 776: Sjöbotten (774) – S Tunsjön – anslutning med skogsbilväg vid Källsjöns nordspets – Östnyland (Rv90)
- Länsväg Y 777: Sel (774) – skogsbilväg vid Lövsjö (2,3 km norr om 774) – Kärr (Rv90)
- Länsväg Y 778: väg genom Björknäset (331, 331)
- Länsväg Y 779: Hållsätter (Rv90) – Hällsjö (Rv90)
- Länsväg Y 780: Bollsta (Rv90) – Herrsjön (772) – Herrsjön
- Länsväg Y 781: väg till Bollstabruks järnvägsstation (Rv90)
- Länsväg Y 783: väg till Ytterlännäs kyrka (333)
- Länsväg Y 786: Hammar (333) – Viksbäcken (789, 796) – Prästmon (792, 791) – Fanom (791) – Korvsta – Tjälls skola – Tjäll (797, Rv90)
- Länsväg Y 787: Ed (Rv90) – Barktjärn (789)
- Länsväg Y 788: väg förbi Dals kyrka (Rv90, Rv90)
- Länsväg Y 789: Ärsta (779) – Barktjärn (787) – enskild väg till bergtäkt – Vik (790) – Viksbäcken (786)
- Länsväg Y 790: Vik (789) – Torsåkers kyrka (791)
- Länsväg Y 791: Prästmon (786) – Torsåkers kyrka (790) – Fanom (786)
- Länsväg Y 792: väg till Prästmons järnvägsstation (786)
- Länsväg Y 793: Dynäs (Rv90) – trafikplats Väja (771, Rv90)
- Länsväg Y 794: Undrom (334) – Kalknäs (867)
- Länsväg Y 796: väg till Gistgårdsön (786) 
  - Länsväg Y 796.01: ???
- Länsväg Y 797: Klovsta (786) – Tjäll (786)
- Länsväg Y 798: (335) – Multrå kyrka

## 800–899
- Länsväg Y 802: Rv90 – 150 m söder om Rv90 – väg till Tjärnmyren
- Länsväg Y 815: Klocke (825) – 300 m nordväst om enskild väg till grustag i Grubbe – Grubbe (825)
- Länsväg Y 817: Hornön (742) – Klockestrand (825)
- Länsväg Y 819: Gålån (332) – Lugnvik (334)
- Länsväg Y 820: Lugnvik (334) – Albäck (821, 758) – Hallstanäs
- Länsväg Y 821: Albäck (820) – Ödtjärn (334)
- Länsväg Y 822: Hornökrången (742) – Svartnoranäset – Sandsvedjan – Ramsta (823) – Östanö – Allstaänget (829) – Nora kyrka (828, 825)
- Länsväg Y 823: Ramsta (822) – Berghamn – Berg
- Länsväg Y 824: väg till Hornöberget 
  - Länsväg Y 824.01: ???
- Länsväg Y 825: Klockestrand (332, 817) – Klocke (815) – Grubbe (815) – Skullersta (742, E4) – Folkja (746) – Gräta (827) – Nora kyrka (822) – Salteå (829, 830) – Skallsta (832) – Binböle (833) – Åsäng (834) – Vännersta (835) – Järesta (848) – Främmerveda (851) – Röksta (853, 853) – Ullånger (E4, 872)
- Länsväg Y 827: Gräta (825) – Korssjön (742)
- Länsväg Y 828: Nora kyrka (822) – Bölesta
- Länsväg Y 829: Allstaänget (822) – Salteå (825)
- Länsväg Y 830: Salteå (825) – Gavik
- Länsväg Y 832: Skallsta (825) – Gallsäter (833)
- Länsväg Y 833: Gallsäter (332, E4, 833) – Binböle (825)
- Länsväg Y 834: Åsäng (825) – Mädan (835) – Sund – Häggvik (836) – Gåsnäs (839) – Nordingrå kyrka (848)
- Länsväg Y 835: Mädan (834) – Vännersta (825)
- Länsväg Y 836: Häggvik (834) – Kåsta (840) – Sörle – Ådal – Fällsvik (837) – Barsta (838) – Näsänget (839) – Älgsjö (842)
- Länsväg Y 837: Fällsvik (836) – Fällsviks fiskeläge
- Länsväg Y 838: Barsta (836) – Barsta fiskeläge
- Länsväg Y 839: Gåsnäs (834) – Björnås (840) – Bäckland (841) – Näs (842) – Näsänget (836, 843) – Bönhamn
- Länsväg Y 840: Kåsta (836) – Björnås (839)
- Länsväg Y 841: Bäckland (839) – Orsta (849)
- Länsväg Y 842: Näs (839) – Älgsjö (836) – Älgsjö såg
- Länsväg Y 843: Näsänget (839) – Näsviken
- Länsväg Y 847: Måviken – Mjällom (848) – Mjällomslandet
- Länsväg Y 848: Järesta (825) – Nordingrå kyrka (834) – Ödsåker (849) – Bergsåker (851, 852) – Omne (850) – Mjällom (847) – Norrfällsviken
- Länsväg Y 849: Ödsåker (848) – Orsta (841) – Tollsäter (850) – Rävsön
- Länsväg Y 850: Tollsäter (849) – Omne (848)
- Länsväg Y 851: Främmerveda (825) – Bergsåker (848)
- Länsväg Y 852: Bergsåker (848) – Färnsvik – Salsåker (853)
- Länsväg Y 853: Röksta (825) – Salsåker (852) – Röksta (825)
- Länsväg Y 854: Edsbacken (334) – Fjärdvik (334)
- Länsväg Y 855: Fjärdvik (334) – Lockne – Säter
- Länsväg Y 856: Österstrinne (334) – Finnkåtorna (858) – Grössjö – Träsk (E4)
- Länsväg Y 857: Västerstrinne (334) – Köja (859) – Marieberg – Kungsgården (860, 334)
- Länsväg Y 858: Mäland (332) – Bålsjö – Finnkåtorna (856)
- Länsväg Y 859: Hjälta (334) – Köja (857)
- Länsväg Y 860: Nässom (334) – Stavred – Kungsgården (857)
- Länsväg Y 861: Håll (E4) – Svedje – Klappsta – Ullångers kyrka (E4)
- Länsväg Y 862: Sandslån – Hammarsbron (333) – Lo (334)
- Länsväg Y 863: Lo (864) – Myckelby – Styrnäs (865, 334)
  - Länsväg Y 863.01: till Sjö (864)
- Länsväg Y 864: Lo (334, 863) – Dämsta – Sjö (863.01) – Idsjön – Idsjötjärnen – Björnsjö (873) – Almsjönäs (872)
- Länsväg Y 865: Styrnäs (863) – Fålasjö
- Länsväg Y 866: väg till Styrnäs kyrka (334)
- Länsväg Y 867: Solum (334) – Kalknäs (794) – Offer (335)
- Länsväg Y 868: väg genom Docksta (E4, 872, E4)
- Länsväg Y 869: Undrom (334) – Boteå kyrka – Golva (334)
- Länsväg Y 870: Berg (E4) – Norrgällsta – Sörgällsta (872)
- Länsväg Y 871: Ullångers kyrka (E4) – Viksäter
- Länsväg Y 872: Ullånger (E4, 875) – Djupdalen (873) – Almsjönäs (864) – Risnäs – Åsvedjan (874) – Östmarkum – Otte (874) – Dynäs (877) – Sörgällsta (870) – Vibyggerå kyrka – Docksta (868)
  - Länsväg Y 872.01: mot Lunde (825, E4)
  - Länsväg Y 872.02: förbi Vibyggerå kyrka
- Länsväg Y 873: Djupdalen (872) – Åkersjötorp – Norrtjärn – Björnsjö (864)
- Länsväg Y 874: Åsvedjan (872) – Västmarkum – Otte (872)
- Länsväg Y 875: Ullånger (872) – anslutning med grusväg vid Stordalsberget – Getberget
- Länsväg Y 876: Mäja (E4) – enskild väg till grustäkt – Stensland (E4)
- Länsväg Y 877: Dynäs (872) – Vamme
- Länsväg Y 878: Näs (E4) – Värns
- Länsväg Y 879: Berg (E4) – Käxed (enskild väg till Skuleskogens nationalpark) – Sund
- Länsväg Y 881: Skule (E4) – Gärden (882)
- Länsväg Y 882: Skulnäs (E4) – Skulnäs (882.01) – Gärden (881) – Bräcke (883) – Långnäs – Fjällåkern – 882.01 – Skulnäs (882) – Bölen (E4)
- Länsväg Y 883: Bräcke (882) – Björkåbäck
- Länsväg Y 884: Norum (E4) – Järvik – Näske (885) – Köpmanholmen (908, 886)
- Länsväg Y 885: Skrike (E4) – Bjästa (922) – 855/Tjärnvägen – Bjästa (908) – Sörsvedje – Näske (884) – Näske brygga
- Länsväg Y 886: Bredånger (908) – Köpmanholmen (884)
- Länsväg Y 888: Spjute (E 4) – Kornsjöstrand (889)
- Länsväg Y 889: Bjästamon (908) – Kornsjö (891) – Kornsjöstrand (888) – anslutning med skogsbilväg i Bjällsta – Sunnansjö (891) – Orrvik (890) – Orrvikssundet – Drömme – Kläppen (335)
- Länsväg Y 890: Orrvik (889) – Rösjö
- Länsväg Y 891: Kornsjö (889) – Vik (892) – Sunnansjö (889)
- Länsväg Y 892: Vik (891) – Östersel (908)
- Länsväg Y 893: Mjäla (908) – Fors – Nyland (335)
- Länsväg Y 894: väg till och förbi Sidensjö kyrka (908, 908)

## 900–999
- Länsväg Y 901: Tybränn (335) – Valla – Sunnersta (335)
- Länsväg Y 902: väg från Överlännäs kyrka (335)
- Länsväg Y 903: Björkåbruk (335) – Björksjön – Backsjön (908, 908) – Backsjöbränna
- Länsväg Y 904: väg från Sånga kyrka (335)
- Länsväg Y 906: Ed (Rv90) – Eds kyrka (958) – Österå (909) – Resele kyrka – Myre (960, 910) – Norrtannflo (Rv90)
- Länsväg Y 908: Selsjön (Rv90) – Backsjön (903, 903) – Aspeå (911) – Lännäs (912) – Skorped (914) – Mosjön (915) – Djupsjö (916) – Nybyn (917 – Grindnäset (921) – Nyland (919) – Sidensjö (335, 335, 894, 894) – Östersel (892) – Mjäla (893) – trafikplats Bjästa – (E4, 895) – Bjästa (885) – Bredånger (886) – Köpmanholmen (884) Köpmanholmens kaj
- Länsväg Y 909: Österå (906) – Överbodvill (Rv90)
- Länsväg Y 910: Myre (906) – Strand (Rv90)
- Länsväg Y 911: Aspeå (908) – Grundtjärn (967) – (984) – Edsforsen (983)
- Länsväg Y 912: Lännäs (908) – Bureåborg
- Länsväg Y 914: Skorped (908) – Degersjö – anslutning med enskild väg till Lillsjön
- Länsväg Y 915: Mosjö (908) – Västergensjö (1035)
- Länsväg Y 916: Djupsjö (908) – Sjöland
- Länsväg Y 917: Nybyn (908) – Anundsjö järnvägsstation – Bureåstrand (348)
- Länsväg Y 919: Nyland (908) – By (335)
- Länsväg Y 920: Butsjöböle (335) – Österbillsjö (921)
- Länsväg Y 921: Grindnäset (908) – Västerbillsjö – Österbillsjö (920) – Främmerbilla (348)
- Länsväg Y 922: Bjästa (885) – väghållningsgränsen (väg till Nyängets bad – och campingplats) – Sund (925) – Alfredshem – Örnsköldsvik (E4)
- Länsväg Y 923: underhålls av Örnsköldsviks kommun
- Länsväg Y 925: Sund(922) – Domsjö – Domsjöänget(926) – en punkt 600 m sydväst om korsning väg 925/väg 926 – Norrvåge – Sörvåge brygga
- Länsväg Y 926: Domsjöänget (925) – Nötbolandet – Hörnskatan
- Länsväg Y 928: underhålls av Örnsköldsviks kommun
- Länsväg Y 930: Gala (348) – Mo kyrka (932) – Moälvsbron (931) – Västerbacke(1032)
- Länsväg Y 931: Österbacke (1032) – Moälvsbron (930)
- Länsväg Y 932: Flärke (348) – 300 m nordost om Flärke (348) Moliden – Mo kyrka (930)
- Länsväg Y 933: Överbilla (348) – Billsta (348) – Innerhaffsta (348)
- Länsväg Y 934: Lillsjön (348) – Mellansels järnvägsstation (935) – Mellansel (1032)
- Länsväg Y 935: Mellansels järnvägsstation – reningsverk – Brandtjäl
- Länsväg Y 936: väg i Överhörnäs (335, 348)
- Länsväg Y 937: V Vike (963) – Vägersjö – Berg
- Länsväg Y 938: Främmerhörnäs (348) – trafikplats Själevad (E4)
- Länsväg Y 939: Ödsgård (950) – Fjällbohög (940) – Lövåsen
- Länsväg Y 940: Fjällbohög (939) – Hällåsen
- Länsväg Y 941: Graninge Idrottsplats (Rv87) – Graningebruk – Märrviken (331)
- Länsväg Y 943: Holmsta (950) – Ärtrik (331)
- Länsväg Y 946: Långsele (952) – Ö Granvåg (953) – Skärvsta (5200) – Rödsta (Rv87)
- Länsväg Y 948: Vågdalen (345) – Nordsjö
- Länsväg Y 949: Sörledinge (Rv87) – Graninge hållplats
- Länsväg Y 950: Helgum (331) – Helgums kyrka (962) – Holmsta (943) – Meåstrand (963) – Ödsgårdsmon – Ödsgård (964, 939, 964.01) – Ovanmon (969) – Viken (331)
- Länsväg Y 951: Helgum (331) – Näs (954) – till en punkt 200 m sydväst om korsning 951/952 till korsning 951/952
- Länsväg Y 952: Långsele (Rv87, 946) – Hamre (951) – Österflo (955) – Österås (953)
- Länsväg Y 953: Ö Granvåg (946) – Österås(952) – Sand (958) – Gåsnäs (960) – Forsås (975)
- Länsväg Y 954: Näs (951) – runt Nordsjön – Nordsjö (951)
- Länsväg Y 955: väg från Österåsens hälsohem (952)
- Länsväg Y 957: väg genom Näsåker (Rv90 – 975)
- Länsväg Y 958: Sand (953) – Eds kyrka (906)
- Länsväg Y 960: Gåsnäs (953) – Myre (906)
- Länsväg Y 962: väg från Helgums kyrka (950)
- Länsväg Y 963: Meåstrand (950) – Gässjö – V Vike (937) – Stensjö
- Länsväg Y 964: Ödsgård (950) – Nordanåker (331)
  - Länsväg Y 964.01: mot Ramsele (950)
- Länsväg Y 965: Nässjö (345) – Vallåsen (947) – Terrsjö (970) – Jämtlands läns gräns vid Kängsjön (Z 837)
- Länsväg Y 966: Nordanåker (331) – 100 m nordost om anslutning med enskild väg vid Nordsjöbäcken – Norrby – Krånge (975)
- Länsväg Y 967: Näsåker (Rv90) – Näsåkers fäbodar – Omsjö – Grundtjärn(911)
- Länsväg Y 968: Åsmon (975) – Åkvisslan – Betåsen (978) – Söderfors – Tara – Tågsjöberg (977)
- Länsväg Y 969: (Borgvattnet –)(Z 776) Jämtlands läns gräns vid Fullsjön (Z 776) – länsgränsen vid Bitarberget (Z 776) – Hocksjön – Lungsjön (970) – Ovanmo (950)
- Länsväg Y 970: Lungsjön (969) – Rensjönäset – Rensjön – Västvattnet – Terrsjö – Terrsjö(965)
- Länsväg Y 971: Ramsele (331) – Krånge (331)
- Länsväg Y 972: Kapellbacken i Ramsele (331, 974)
- Länsväg Y 973: väg till och förbi Ramsele kyrka och tingshus (331, 331)
- Länsväg Y 974: Ramsele(331, 972) – Imfors(975)
- Länsväg Y 975: Näsåker (Rv90, 957) – Forsås (953) – Åsmon(968) – Krånge (966) – Kilåmons plantskola – Imfors(974) – Imnäs (978) – Nordantjäl (977, 331)
- Länsväg Y 976: Nordantjäl (331) – Stenviksstrand – Jämtlands läns gräns vid Tjärnnäset (– Vängelsbyn)(Z 981)
- Länsväg Y 977: Nordantjäl (331, 975) – Tågsjöberg (968) – Rötjärnmon (346)
- Länsväg Y 978: Imnäs (975) – Betåsen (968) – Hålaforsen (Rv90)
- Länsväg Y 979: Kvarnån (Rv90) – Mo
- Länsväg Y 980: Ysjö (346) – Långvattnets by
- Länsväg Y 981: Röåfallet (346) – Vallen – Omsjö (988) – Solberg – Västerbottens läns gräns vid Västerås (– Dorotea)(AC 924)
- Länsväg Y 983: Junsele (Rv90) – Edsforsen (911) – Kläppsjö – Bergsjödammen (1035)
- Länsväg Y 984: Grundtjärn (911) – Myckelgensjö (1035)
- Länsväg Y 985: Svedje (Rv90) – Ruske – Hästberget (986) – Västerbottens läns gräns vid Vällingberget (– Dorotea)(AC 925)
- Länsväg Y 986: Hästberget (985) – Åkerbränna
- Länsväg Y 988: (Backe)(Z 986) – Jämtlands läns gräns vid Tågsjön – Tågsjötorp – Omsjö (981)
  - Länsväg Y 988.01: till Tågsjötorps by

## 1000–1099
- Länsväg Y 1009: väg till Nordantjäl (331, 331)
- Länsväg Y 1018: Käl (348) – anslutning med skogsbilväg i Käl – Sjö
  - Länsväg Y 1018.01: till Mossaträsk
- Länsväg Y 1026: underhålls av Örnsköldsviks kommun
- Länsväg Y 1030: Lillbacke – Norrvästansjö (352)
- Länsväg Y 1031: underhålls av Örnsköldsviks kommun
- Länsväg Y 1032: Översjäla – Österbacke (931) – Västerbacke (930) – Gottne(1033) – Gottne hållplats (1034) – Mellansel (934) – Norrböle – Bredbyn (348)
- Länsväg Y 1033: Gottne (1032) – Björnsjö (1039) – Leding (352)
- Länsväg Y 1035: Bredbyn (348, 5550) – Västergensjö (915) – Remmarbäcken (1036) – Myckelgensjö (984) – Bergsjödammen (983) – Holmsjö (1038) – enskild väg i Degersjö – Gavselesjön (348)
- Länsväg Y 1036: Remmarbäcken (1035) – bro över Remmarbäcken norr om Klocken – Brattsjö – Seltjärn (348)
  - Länsväg Y 1036.01: mot Åsele (348)
- Länsväg Y 1037: Pengsjö (348) – Järvberget
- Länsväg Y 1038: Holmsjö (1035) – Östberget
- Länsväg Y 1039: Kubbe (348) – Risbäcksliden (1040) – Hädanberg (1041) – anslutning med Holmens skogsbilväg i västra Uttersjö – enskild väg i Uttersjö – Björnsjö (1033)
- Länsväg Y 1040: väg till Risbäck (1039)
- Länsväg Y 1041: Hädanberg (1039) – Rötjärn (1050) – Gålberget – Storborgaren (1042) – Hemling (352)
- Länsväg Y 1042: väg från Storborgarens by (1041)
- Länsväg Y 1043: Selstadammen (348) – Innertällmo – Nyåker (1044, 1044) – Rödvattnet – Rödsand
- Länsväg Y 1044: Åbosjön (348) – Nyåker (1043) – Knäsjö – Lägsta – Norrtjärn – Holmsjöbäcken (1048)
- Länsväg Y 1045: Lunne (348) – Tjärn (1046) – Västerbottens läns gräns vid Nytjärn (– Långvattnet)(AC 573)
- Länsväg Y 1046: (Hälla –)(AC 556) Västerbottens läns gräns vid Holmträsk (AC 556, AC 556) och Storsjön – Tjärn (1045) – Hästbrännmyran (1047) – Kalvbäcken
- Länsväg Y 1047: Hästbrännmyran (1046) – Grubbe
- Länsväg Y 1048: Studsviken (352) – Remmarn – Holmsjöbäcken (1044) – Västerbottens läns gräns vid Tegelträsk (AC 557)(Åsele)
- Länsväg Y 1049: Lockstamon (352) – Lockstakullen – Locksta
- Länsväg Y 1050: väg från Rötjärn (1041)
- Länsväg Y 1051: Björna (352) – Björna kyrka – Lappmon (352)
- Länsväg Y 1058: Ovansjö (E4) – Norrbrynge, (1108) – Öden (1104) – Bygdom (1070) – Täfteå(1067)
- Länsväg Y 1059: Nävertjäl (352) – Fors (352)
- Länsväg Y 1060: Örnsköldsvik (922) – Järved – anslutning med enskild väg till Dekarsön – Ström (1061) – Idbyn (E4)
- Länsväg Y 1061: Högland (E4, 1066) – Arnäs (1067) – Ström (1060)
  - Länsväg Y 1061.01: vid Arnäs (E4)
- Länsväg Y 1062: Idbyn (E4) – Killningsnäs (1063) – Skedeviken (1064) – Banafjäl (1088) – Norrflärke (1071) – Gideåbacka (E4)
- Länsväg Y 1063: Killningsnäs (1062) – Mattjäl
- Länsväg Y 1064: Skedeviken (1062) – Skagshamn – Skeppsmalen
  - Länsväg Y 1064.01: i Skagshamn
- Länsväg Y 1065: underhålls av Örnsköldsviks kommun
- Länsväg Y 1066: Högland (1061) – Övervike – Faresta (1069)
- Länsväg Y 1067: Arnäs (E4, 1061) – Ravesta (1069) – Täfteå (1058) – Gideåmon (1075)
- Länsväg Y 1068: Sörgidsjö (1075) – Sörgidsjö (1072) – Gideå kyrka (1080) – Flärke södra (1078) – Flärke norra (1084) – Byviken (1085) – Lemesjö (1094) – Lomviken (1092) – Trehörningsjö (1090, 1091, 1086) – Trehörningsjö kyrka (1087) – anslutning med skogsbilväg från Grundsjö i Kantsjö – bro över Gideälv 3 km väster om Kärrsjö – Korsby (352)
- Länsväg Y 1069: Ravesta (1067) – Faresta (1066) – Västerlandsjö – Sunnansjö (1075)
- Länsväg Y 1070: Bygdom (1058) – Stybbermark
- Länsväg Y 1071: Mosjön (E4) – Sörflärke – Norrflärke (1062)
- Länsväg Y 1072: Västanå (1075) – Gideåbruk (1076) – Sörgissjö (1068)
- Länsväg Y 1073: Dombäck (1075) – Dombäck (E4) – Husum (1075)
- Länsväg Y 1074: underhålls av Örnsköldsviks kommun
- Länsväg Y 1075: Husum (5570, 5571) – trafikplats Olstorp (E4, 1076) – Dombäck – Västanå (1077, 1072) – Örnsköldsviks flygplats – Gideåmon (1067) – Sörgissjö (1068) – Sunnansjö (1069) – Svedje (1080.01, 1080) – Gide (1082) – Björna (352)
  - Länsväg Y 1075.01: mot E4
- Länsväg Y 1076: trafikplats Olstorp (1075) – Lakamark (1077) – Gideåbruk (1072)
- Länsväg Y 1077: Västanå (1075) – Lakamark (1076) – Godmark – Öden (E4) – Grundsunda (E4)
- Länsväg Y 1078: Saluböle (E4) – Skademark – Nyland – Flärke (1079, 1068)
- Länsväg Y 1079: Flärke (1078) – Västerbottens läns gräns vid Abbortjärn
- Länsväg Y 1080: Svedje (1075) – enskild väg från Fälltjärn – Västergidsjön – Gideå kyrka (1068)
  - Länsväg Y 1080.01: mot Sunnansjö (1075)
- Länsväg Y 1082: Gideå (1075) – Mattarbodum (1083) – Långviksmon (1084) – Långviksmons järnvägsstation
- Länsväg Y 1083: Mattarbodum (1082) – Näset – Movattnet (1084)
- Länsväg Y 1084: Hemling (352) – Movattnet (1083) – Långviksmon (1082) – Långvattnet (1086) – Flärke norra (1068)
- Länsväg Y 1085: Byviken (1068) – Tresundviken (1094) – Västerbottens läns gräns vid Holmsjön (AC 509)
- Länsväg Y 1086: Långvattnet (1084) – Trehörningsjö (1068)
- Länsväg Y 1087: väg till Trehörningsjö kyrka (1068)
- Länsväg Y 1088: Banafjäl (1062) – Lill Mosjön (E4)
- Länsväg Y 1091: Trehörningsjö (1068) – Nordsjö – Västerbottens läns gräns norr om Nordsjö (– Mjösjö) (AC 534)
- Länsväg Y 1092: Lomviken (1068) – Västerbottens läns gräns vid Västansjö (– Norrfors) (AC 532)
- Länsväg Y 1094: Tresundviken (1085) – Lemesjö (1068)
- Länsväg Y 1099: Husum (5570) – Utås – Fanbyviken

## 1100–1199
- Länsväg Y 1104: Ovansjö (E4) – Högbyn – Öden (1058)
- Länsväg Y 1108: Hjälta (E4) – Smedsbyn – Norrbrynge (1058)
- Länsväg Y 1126: Bondsjöhöjden (E4) – korsning 1126/gamla Ådalsvägens förlängning – Lövvik (E4)